# بيلي هولمز (لاعب كرة قدم)
بيلي هولمز (بالإنجليزية: Billy Holmes)‏ هو مدرب كرة قدم ولاعب كرة قدم بريطاني (وحمل سابقاً جنسية المملكة المتحدة لبريطانيا العظمى وأيرلندا) في مركز الدفاع، ولد في 1875، وتوفي في 18 فبراير 1922. لعب مع مانشستر سيتي ونادي تشيسترفيلد.